# Ardisia pergracilis
Ardisia pergracilis är en viveväxtart som beskrevs av C.L. Lundell. Ardisia pergracilis ingår i släktet Ardisia och familjen viveväxter. Inga underarter finns listade i Catalogue of Life.